# Toyota 4Runner
Toyota 4Runner (Тойота Фораннер) — класичний середньорозмірний позашляховик, що виробляється компанією Toyota з 1984 року. 
Існує шість поколінь автомобіля.

## Перше покоління (N60; 1984-1989)

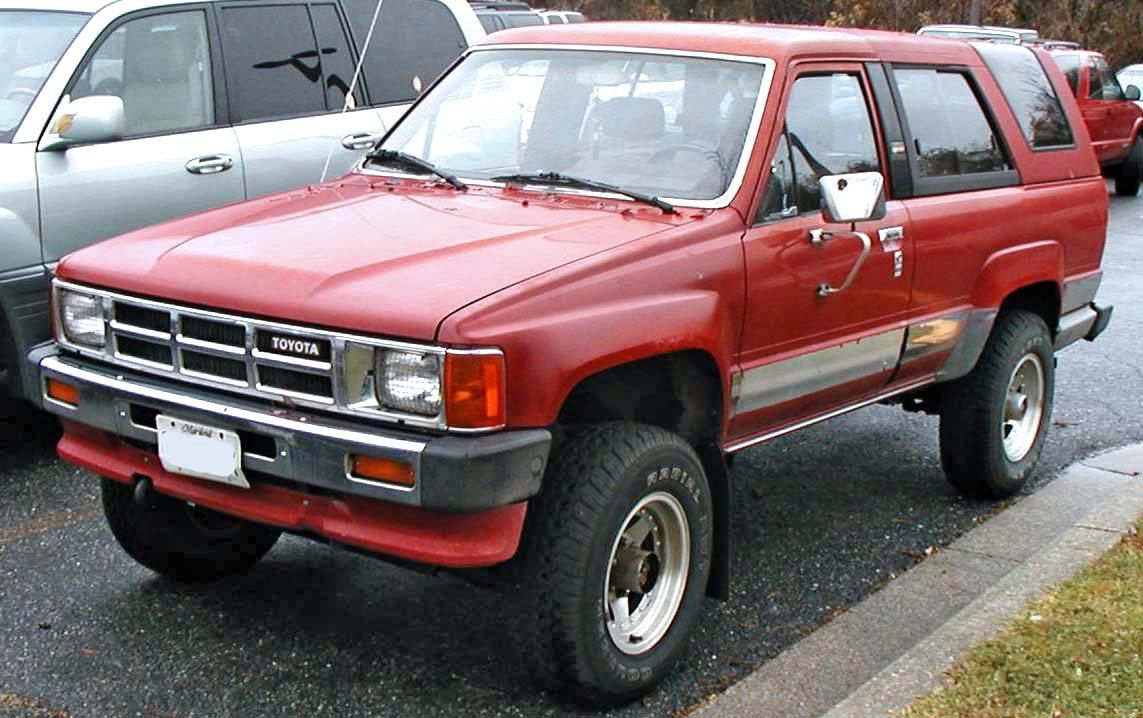
Toyota 4Runner 1 (1984-1987)

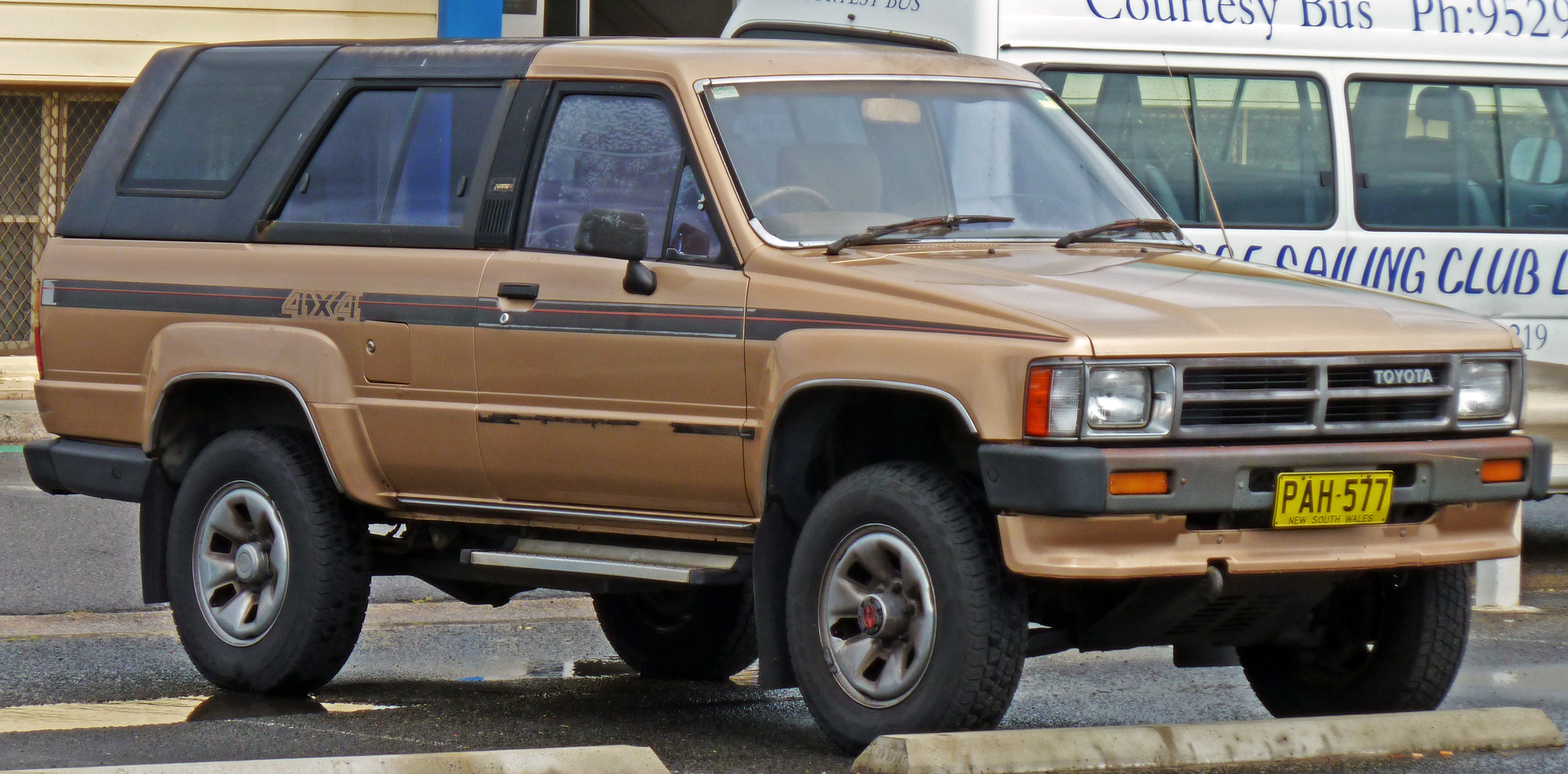
Toyota 4Runner 1 (1987-1989)

Перше покоління 4Runner мало двоє дверей і зйомний верх над вантажною частиною. Модель була доступна у двох комплектаціях. У першій комплектації робився акцент на корисність автомобіля. Основну частину салону займав вантажний відсік. Місця були для водія і одного пасажира. Друга комплектація була розроблена для перевезення 5 пасажирів. Пасажирська модель мала більший паливний бак і більш комфортний салон.
Задні двері відкривалися зі склом. Автомобіль комплектувався повністю залежними передньою і задньою підвісками обидві на ресорах. Двигуни - 2.0 і 2.4 літра (22R - 90 сил, 175 Нм) бензин. Трансмісія - Part Time. Коробка передач - механічна.
1985 Двигун з електронним контролем подачі палива.
1986 Незалежні передня і задня підвіски. Так само була випущена модель з турбованим двигуном.
1987 Рестайлінг моделі.
1988 Поява шестициліндрового двигуна.

### Двигуни
- 2.0 L 3Y I4 (1984–1989)
- 2.4 L 22R/22R-E I4 (1984–1989)
- 2.4 L 22R-TE turbo I4 (1986–1988)
- 3.0 L 3VZ-E V6 (1988–1989)
- 2.4 L 2L diesel I4 (1984–1989)
- 2.4 L 2L-T turbodiesel I4 (1985–1989)

## Друге покоління (N120/N130; 1989-1995)

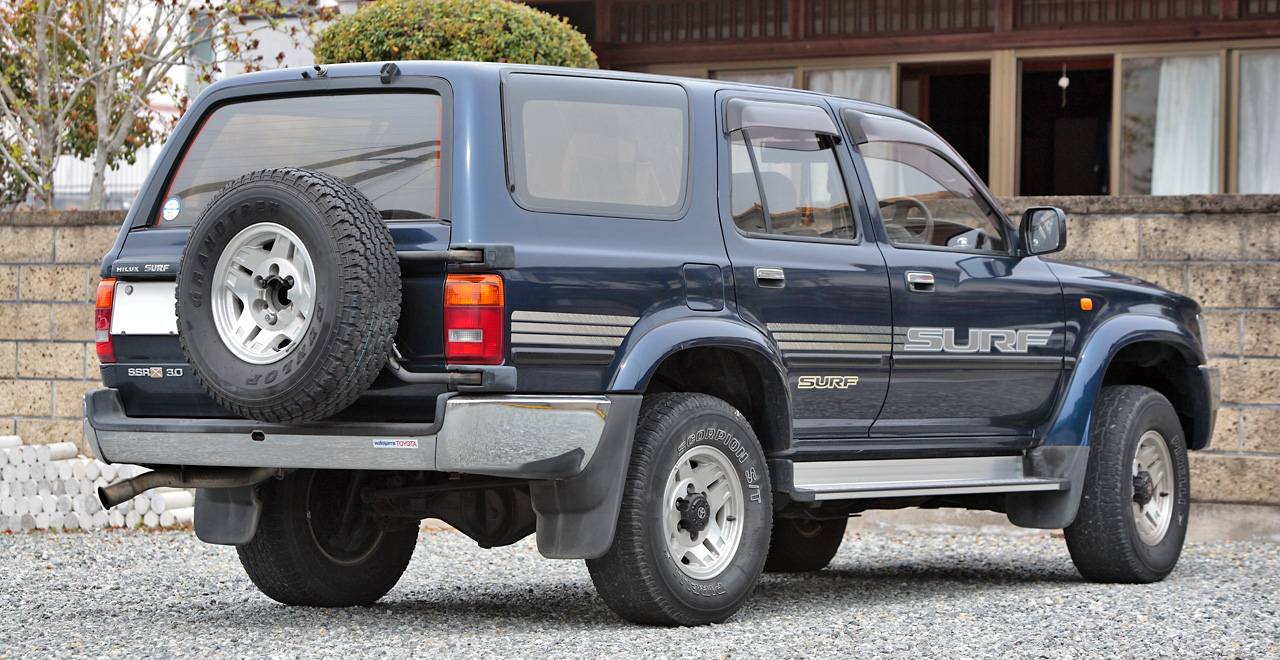
Toyota 4Runner 2

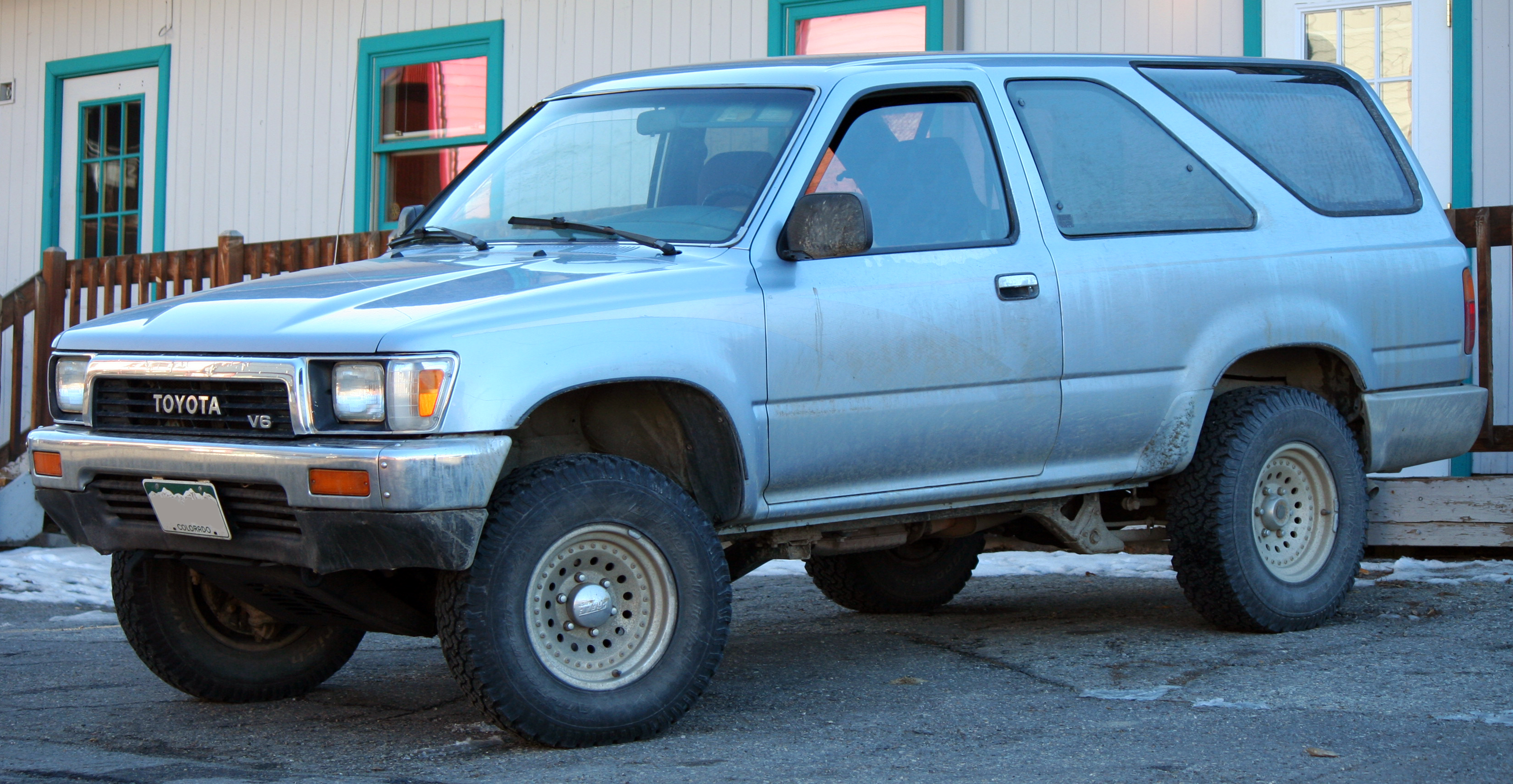
Toyota 4Runner 2

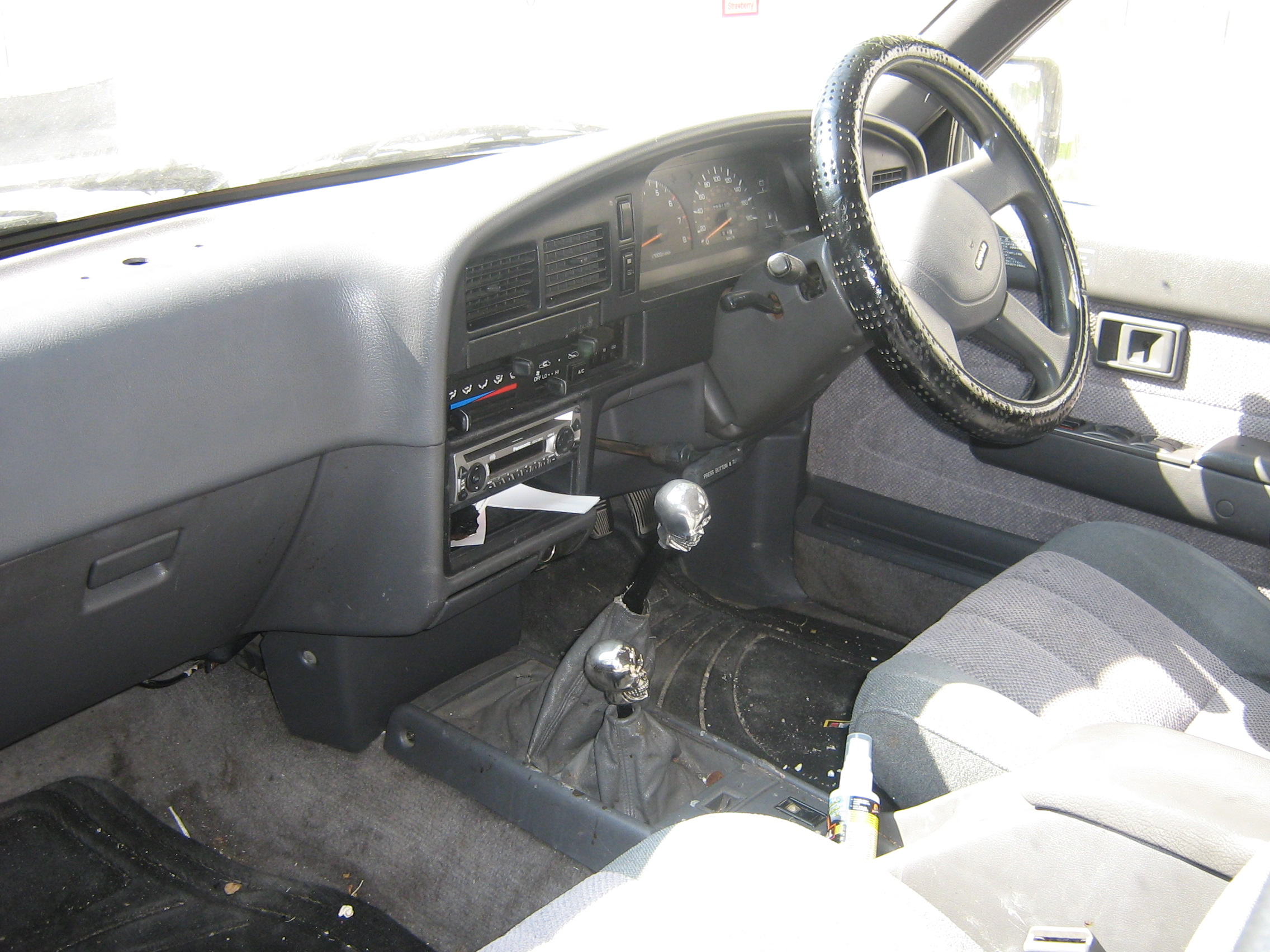
Салон Toyota 4Runner 2

Прем'єра другого покоління 4Runner пройшла в середині 1989 року.
Вперше були представлені дводверна і чотиридверна моделі з повним і заднім приводом. Для задньопривідних моделей в стандартну комплектацію включена ABS. Трансмісія також отримала зміни, проте зберегла систему повного приводу, що підключається (Part Time).
1990 Новий двигун, нова підвіска, гальма і поява автоматичної коробки передач.
1991 Зміни системи освітлення. Інтегрований CD-програвач.
1992 Рестайлінг моделі. Шкіряний салон. Покращена коробка передач.
1995 З'явилися всі необхідні «комфортні» опції типу повний електронний пакет, кондиціонер, електронні дзеркала і т. п.

### Двигуни
- 2.0 L 3Y I4
- 2.2 L 4Y I4
- 2.4 L 22R-E I4
- 3.0 L 3VZ-E V6
- 2.4 L 2L-TE turbodiesel I4
- 2.4 L 2L-TII turbodiesel I4
- 2.8 L 3L diesel I4
- 3.0 L 1KZ-T/TE turbodiesel I4

## Третє покоління (N180; 1995-2002)

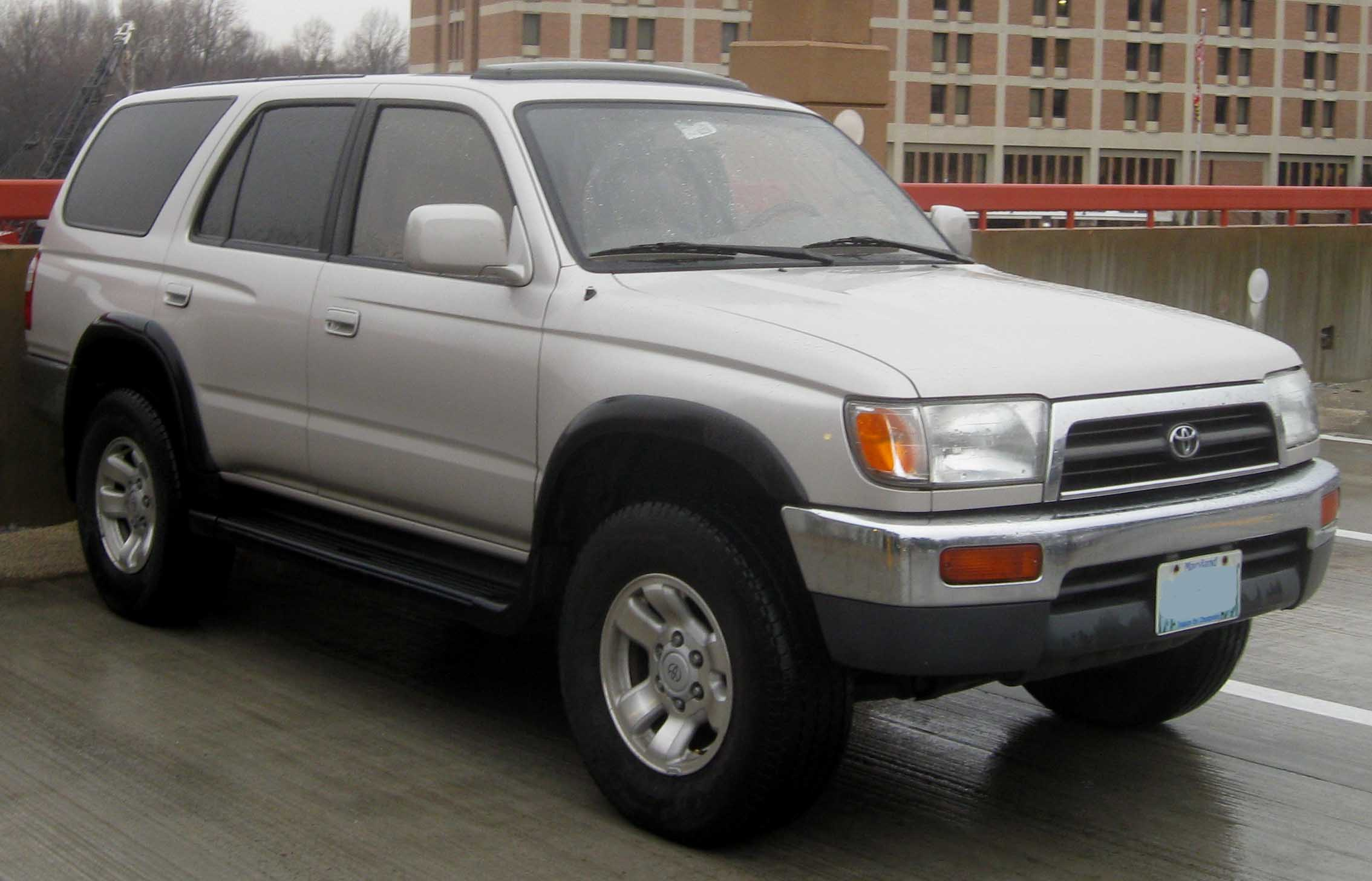
Toyota 4Runner 3 (1995-1998)

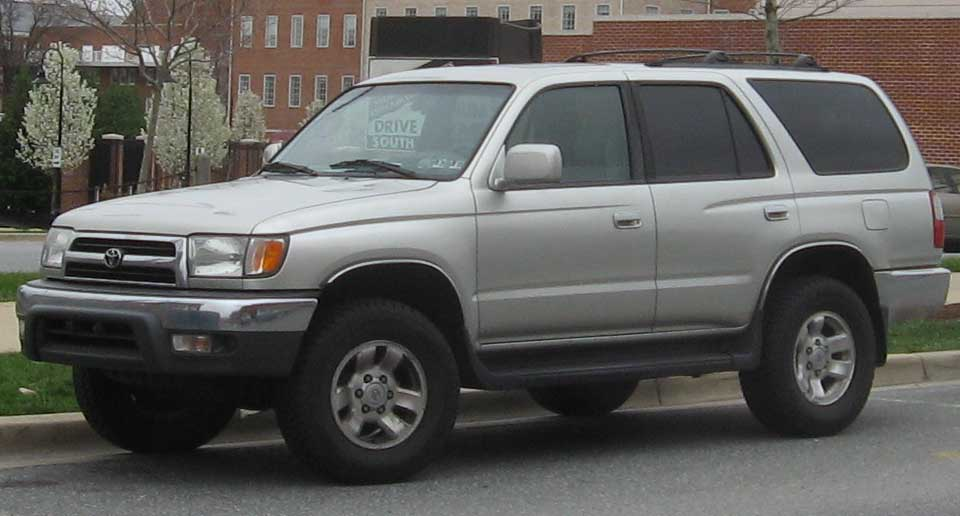
Toyota 4Runner 3 (1998-2000)

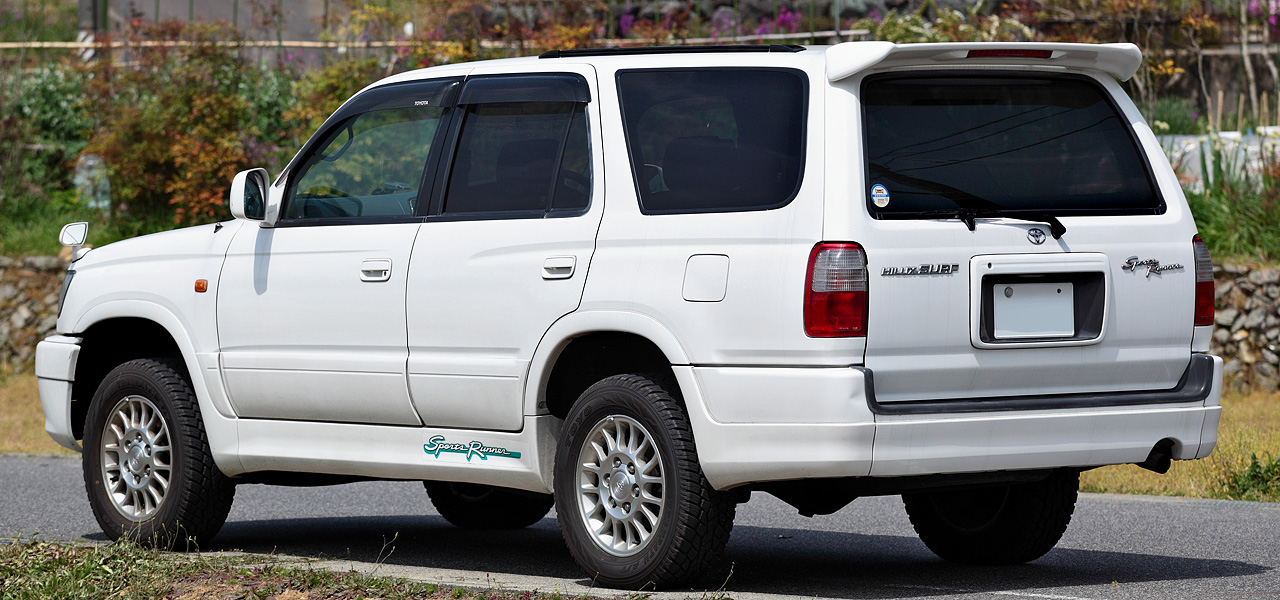
Toyota 4Runner 3

1995 рік - Тойота випускає третє покоління 4Runner, проведена повна модернізація, яка включає нові двигуни, шасі, інтер'єр і екстер'єр, поліпшену систему безпеки.

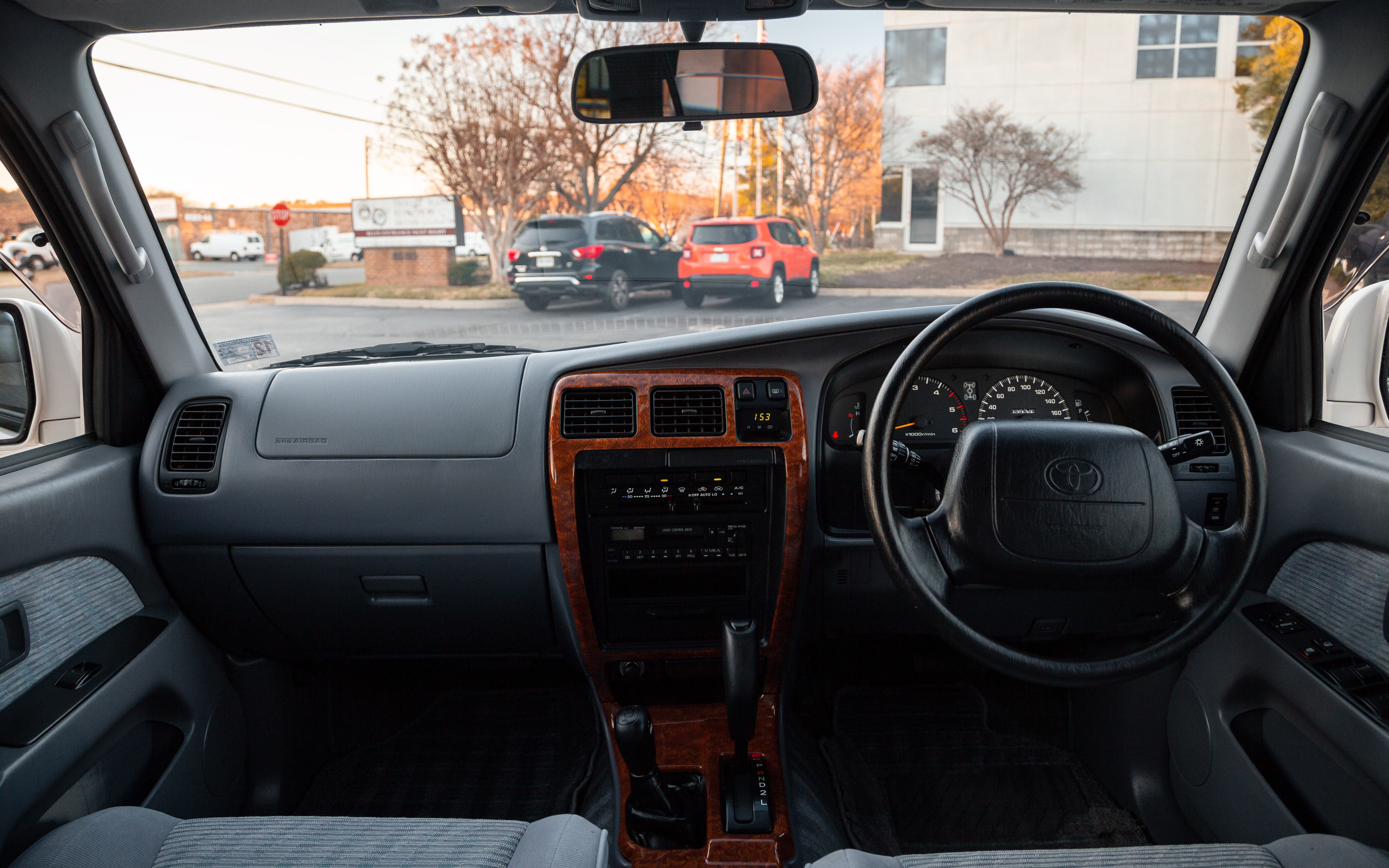

1997 Нова система запалення, нові шини, новий диференціал, поліпшені гальма, система круїз-контролю.
1998 Змінено інтер'єр, покращене зчеплення, перероблена ABS, поліпшена підвіска, рульове управління, нова система кондиціонування повітря, нова аудіосистема, LCD-монітор.
1999 Технічні новинки, які з'явилися в Land Cruiser 1998 року, з'явилися і в 4Runner.
2000 Оновлений двигун, інтер'єр, зовнішній вигляд.

### Двигуни
- 2.7 л 3RZ-FE Р4 150 к.с. 240 Нм
- 3.4 л 5VZ-FE V6 183 к.с. 294 Нм
- 3.0 л 1KZ-TE turbodiesel Р4

## Четверте покоління (N210; 2003-2009)

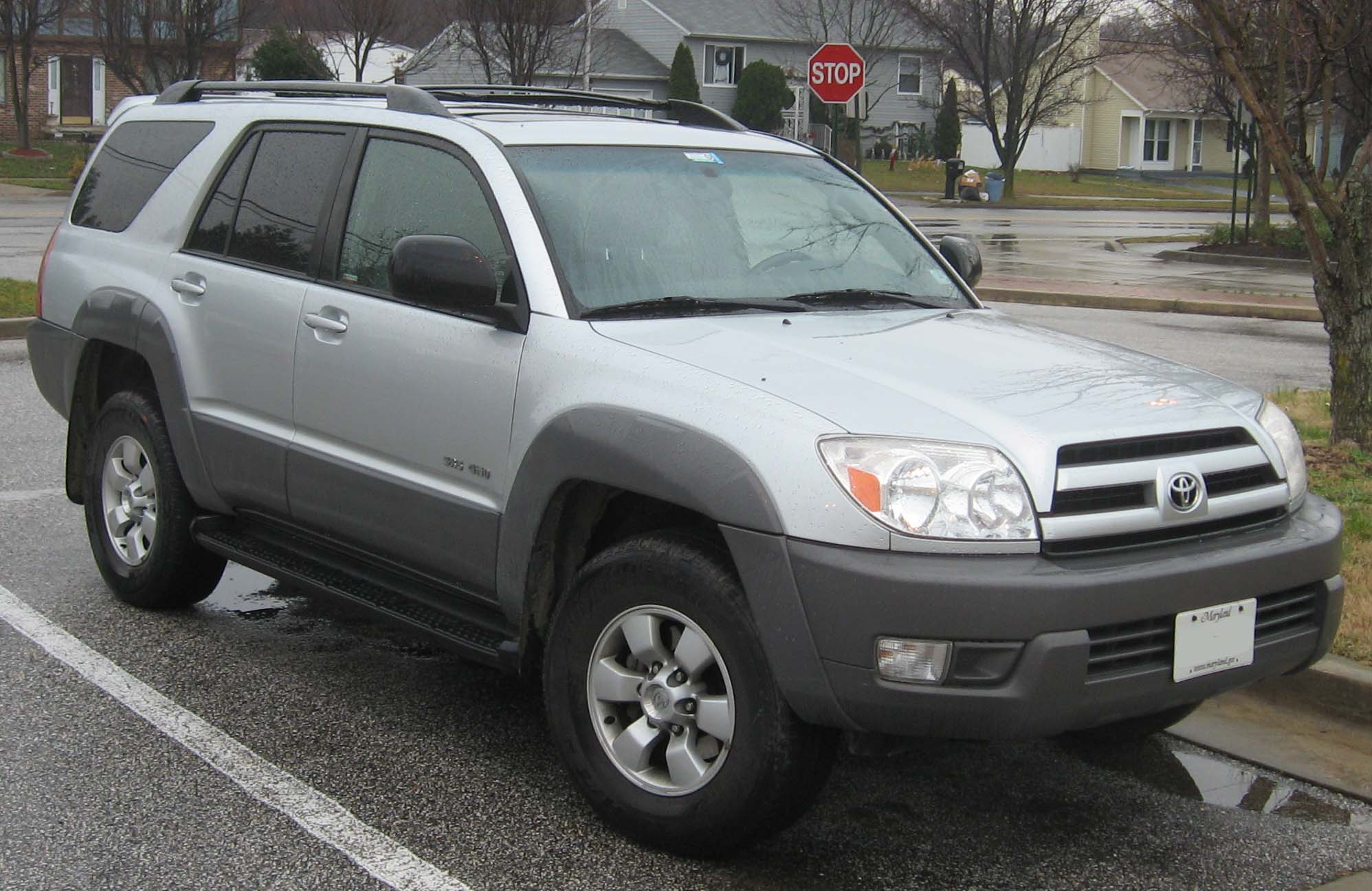
Toyota 4Runner 4 (2003-2006)

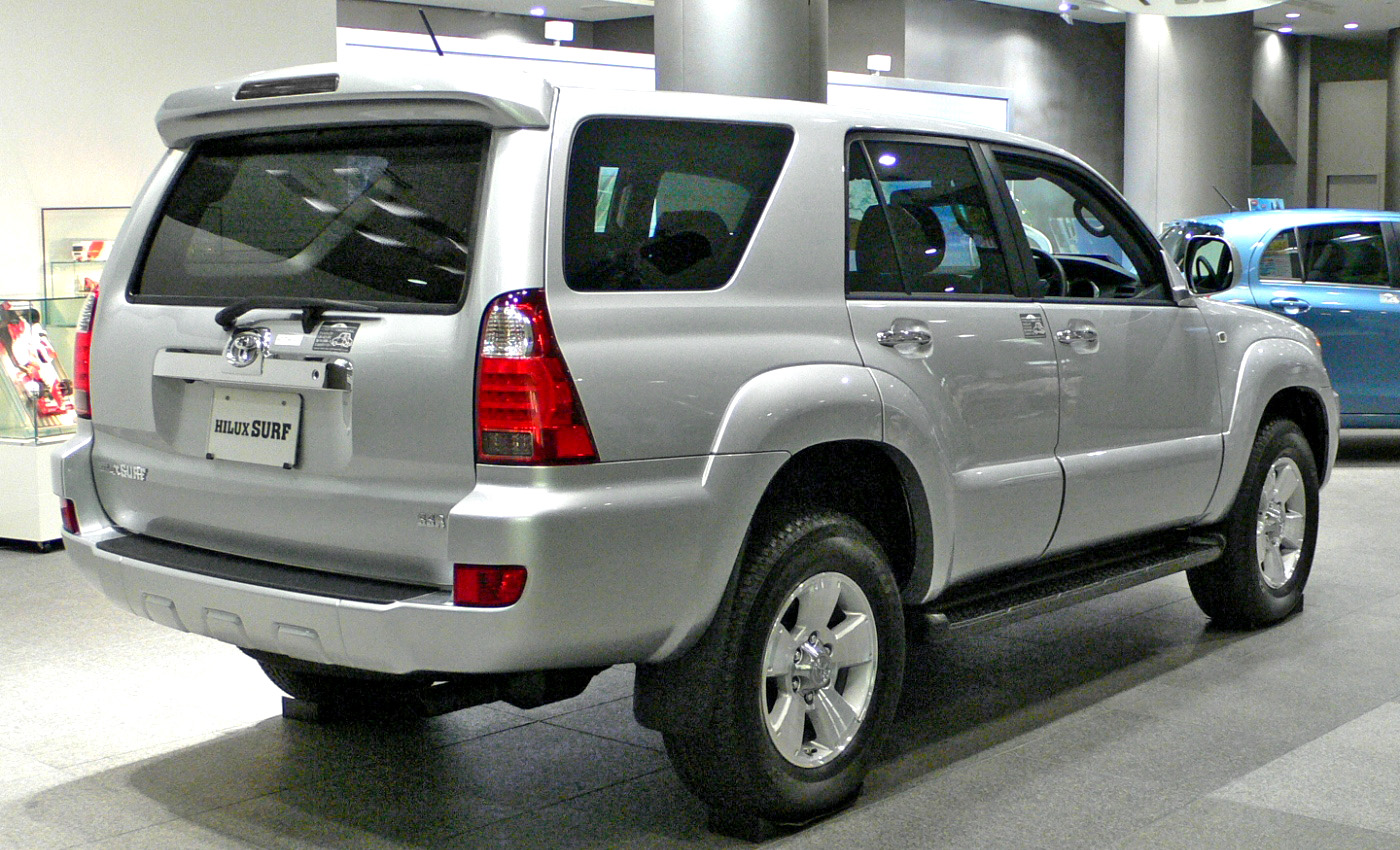
Toyota 4Runner 4

2003 рік - дебютувало четверте покоління 4Runner.
Двигун 3.4L V6 був замінений новим 4.0L V6. Доданий - 4.7L V8. 4.0L V6 - абсолютно новий проект, перший повністю алюмінієвий двигун компанії, перший двигун, який використовує Toyota Variable Valve Timing (VVT-i). Результати значні: 245 кінських сил при 5200 оборотах на хвилину. Всі моделі, оснащені V6, зберігають ту ж саму автоматичну коробку передач з 4 швидкостями, використовувану на попередній моделі.
Випущено 3 комплектації: SR5 - базова, Limited - топова версія, і Sport - модель розташовується між першими двома.
Доступні кольори: Natural White, Titanium Metallic, Galactic Gray Mica, Black, Impulse Red Pearl, Dorado Gold Pearl, Imperial Jade Mica, Stratosphere Mica, Pacific Blue Metallic.
2004 Зміни торкнулися системи подачі палива, системи Airbag (SRS), двигунів і інтер'єру.
2005 5-ти ступінчаста коробка передач, поліпшені система навігації, кондиціонування і гальмівна система.
2006 Рестайлінг, зміни в інтер'єрі, системі освітлення.

### Двигуни
- 4.0 L 1GR-FE V6
- 4.7 L 2UZ-FE V8
- 4.7 L 2UZ-FE VVT-i V8
- 3.0 L 1KZ-TE I4 turbodiesel (Латинська Америка)
- 3.0 L 1KD-FTV I4 turbodiesel

## П'яте покоління (N280; 2009-2024)

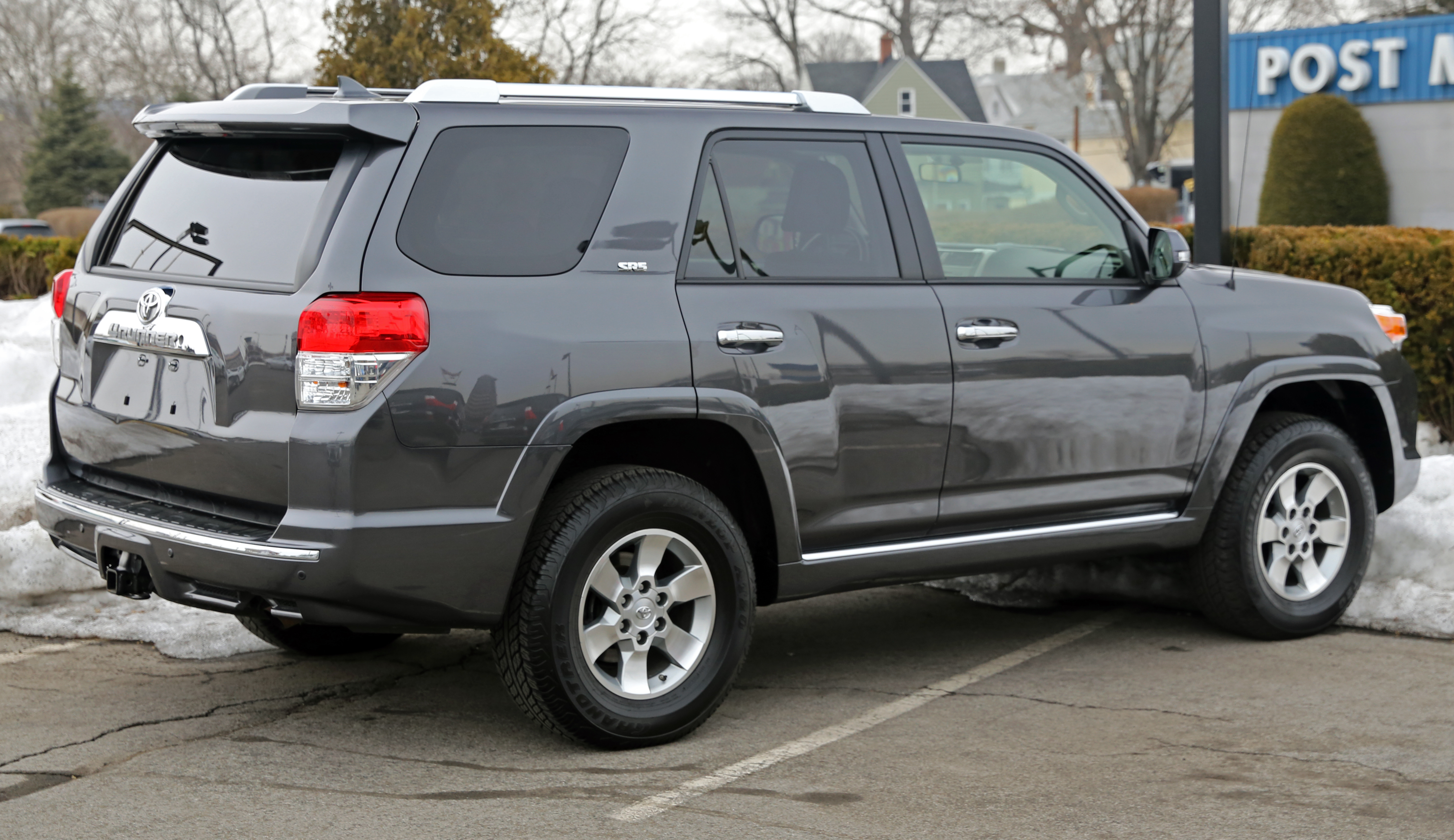
Toyota 4Runner 5 (2009-2014)

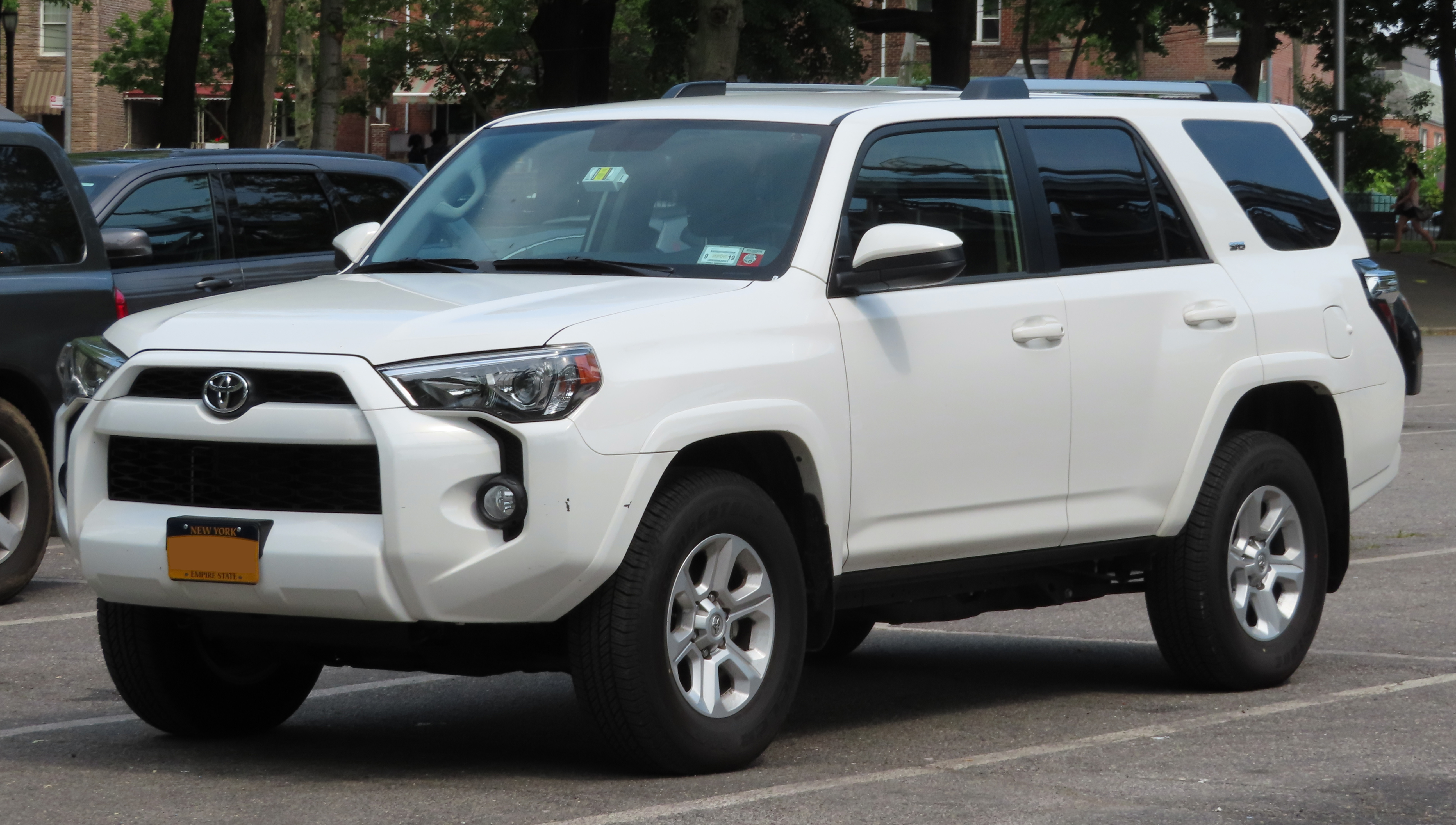
Toyota 4Runner 5 (з 2014)

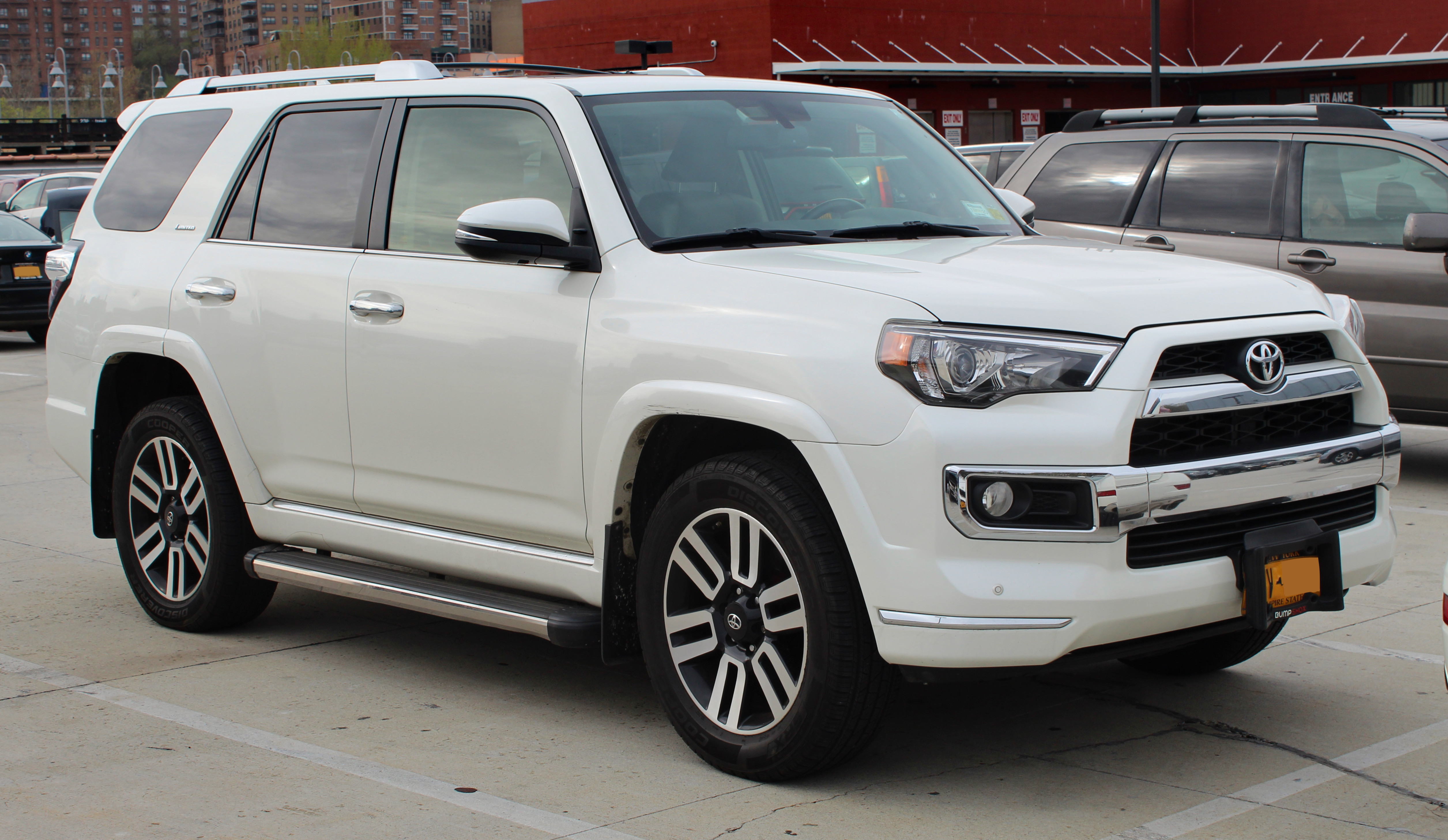
Toyota 4Runner Limited (з 2014)

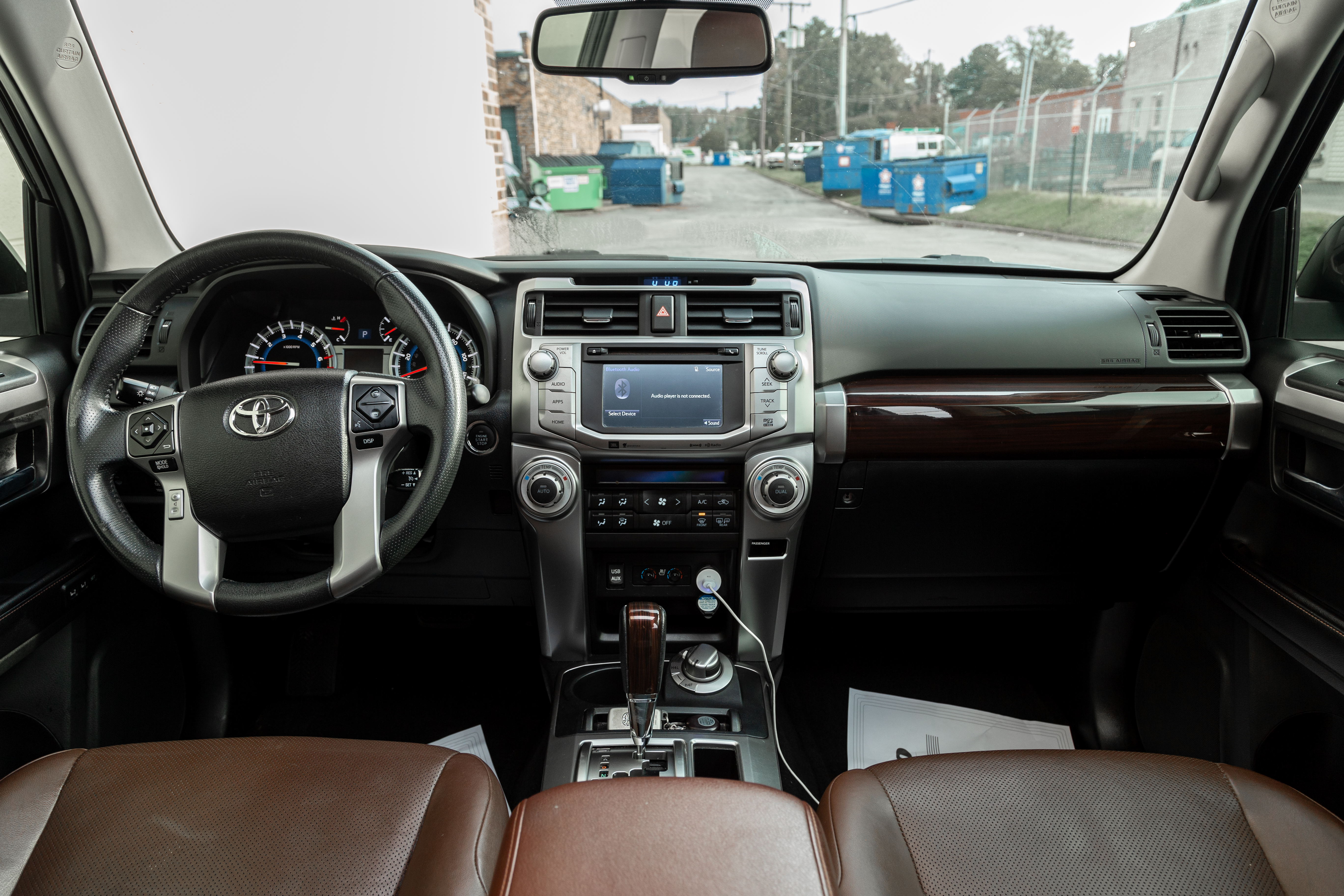

На щорічному ярмарку в Техасі в 2009 році відбулася офіційна прем'єра п'ятого покоління Toyota 4Runner. Автомобіль відрізняє високий рівень комфорту і сервісних можливостей, сидіння обшиті водонепроникним матеріалом, встановлена навігація і бездротовий зв'язок Bluetooth. За словами розробників, вони спеціально зробили 4Runner максимально схожим на вантажівку, щоб надати йому більш «загартованого, потужного вигляду». Базова версія SR5 оснащена подовженими бризковиками з грязьовими щитками, незвичайними ґратами радіатора і стандартними брусами для кріплення багажника на даху. Версія Trail, виконана в стилі позашляховика, відрізняється нестандартним повітрозабірником на капоті, накладками бампера, затемненими передніми і задніми фарами. Найдорожча версія Limited може похвалитися хромованими ґратами, 20-дюймовими колісними дисками і незвичайним розфарбуванням з колірними акцентами. Були додані великі колеса в діаметрі і шини, які не тільки покращують їзду по бездоріжжю, але також і збільшують у 4Runner основні вантажні здібності.
В 2014 році модель модернізували, змінивши зовнішній вигляд і оснащення.
Не враховуючи появу нового кольору Quicksand для комплектації TRD, позашляховик Toyota 4Runner 2016 року, в основному, залишився без змін. Всі версії отримали останню версію 2.5 системи Entune. Небагато змінилося у зовнішності автомобіля до 2016 року. Щоб надати цьому позашляховику більш суворого та агресивного вигляду, Toyota оформила передню частину авто великими вирізами у формі бумерангу під скошеними фарами головного світла. 
Toyota 4Runner 2016 року доступний у 6-ти комплектаціях: SR5, SR5 Premium,Trail, Trail Premium, Limited, та TRD Pro Series. Базовий SR5 обладнаний: системою Entune Audio Plus з додатком навігації Connected Navigation та Siri Eyes Free, функцією потокової передачі музики через Bluetooth, камерою заднього огляду та водійським сидінням із можливістю регулювання у 8-ми позиціях. У версіях Trail та TRD передбачені: повний привід замість заднього, обшивка сидінь водовідштовхуючою тканиною, блокуючий задній диференціал, система адаптації до дорожніх умов та система допомоги при їзді по бездоріжжю. У моделях Limited додані: шкіряні сидіння (з підігрівом та вентилюванням попереду), 2-зонний клімат-контроль, аудіо-система JBL з 15-ма динаміками та навігацією, прозорий люк, підвіска X-REAS із автоматичним налаштуванням та 20-дюймові легкосплавні диски.
Toyota оновила 4Runner для 2021 модельного року. Позашляховик отримав стандартні світлодіодні фари та оформлення салону Trail Special Edition. 

### Двигуни
- 2.7 L 2TR-FE I4 (157 к..с., 2WD, тільки в 2010 році)
- 4.0 L 1GR-FE V6 (270 к.с.)

## Шосте покоління (N500; з 2024)

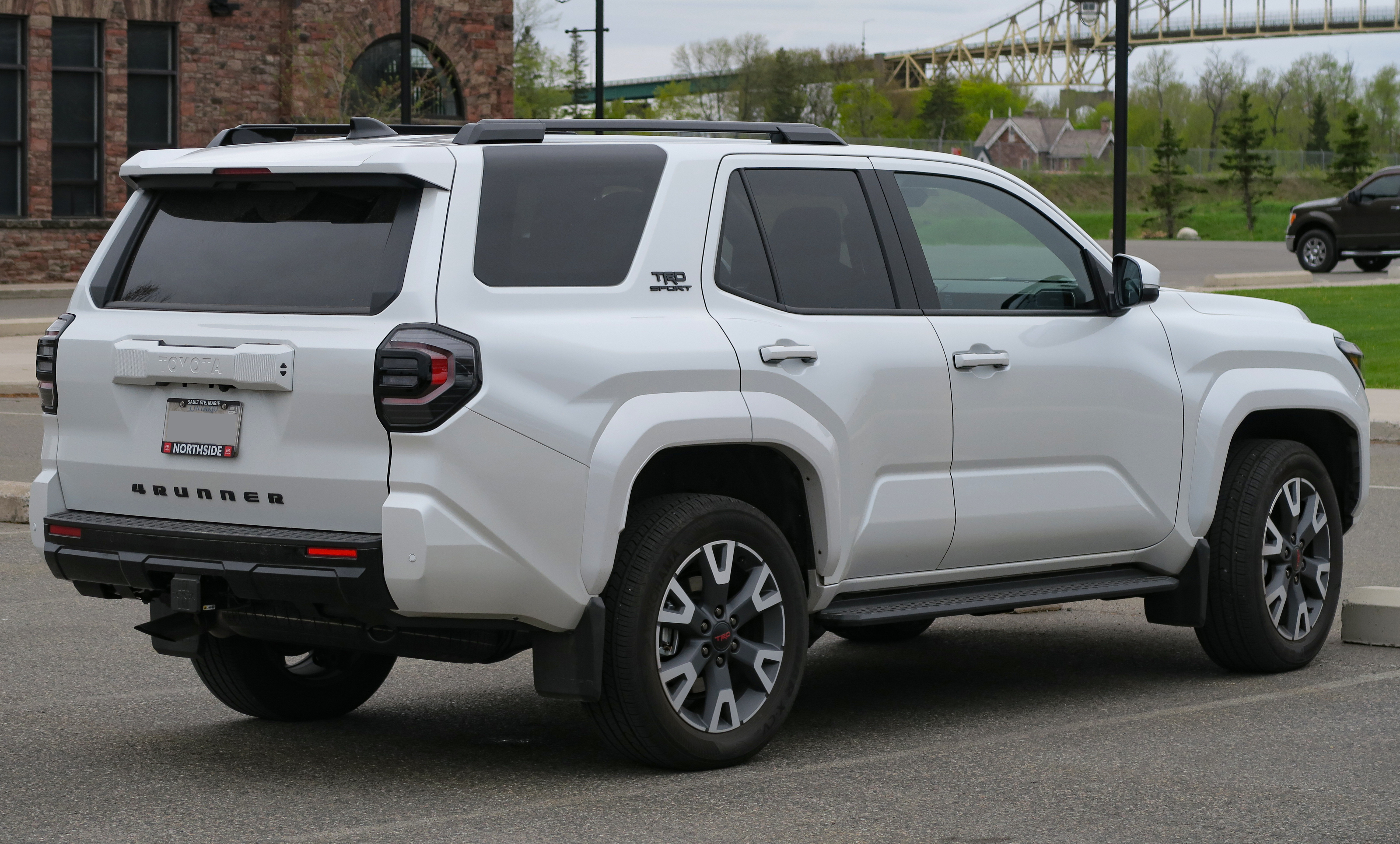

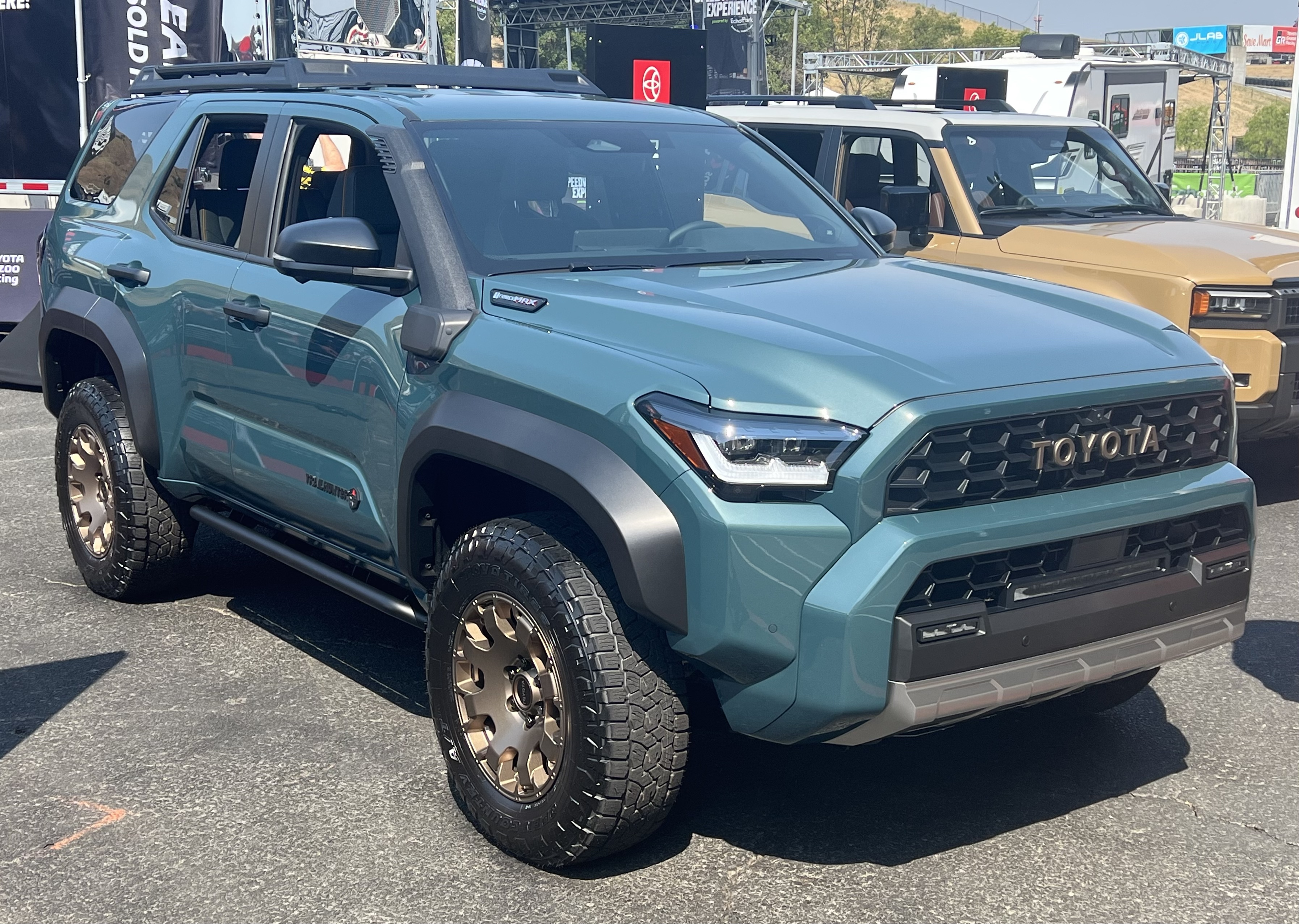
Toyota 4Runner Trailhunter

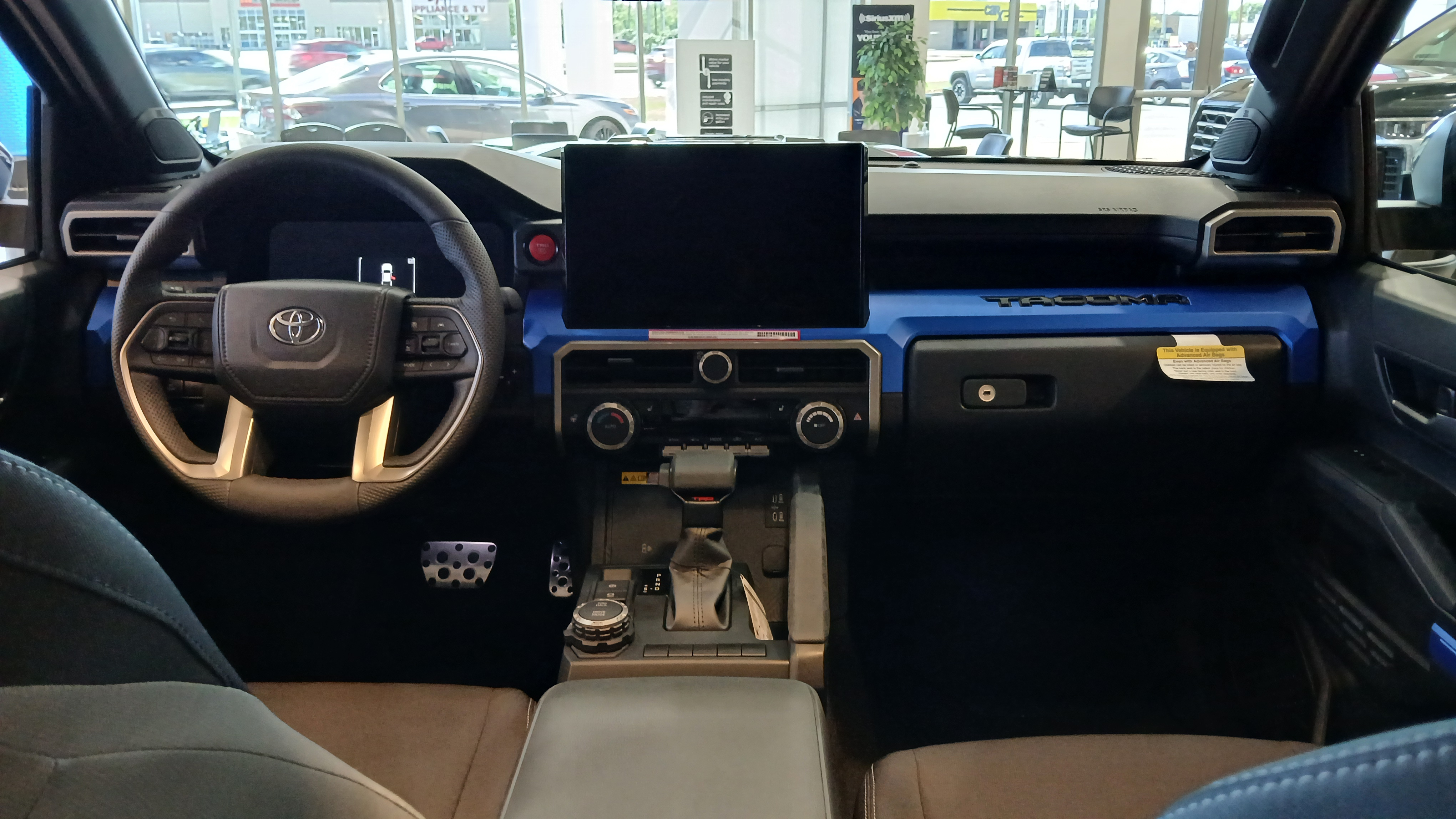

Рамний позашляховик 6-го покоління дебютував у 2024 році. 
Новий Toyota 4Runner використовує ту саму рамну платформу TNGA-K, на якій також побудовані Toyota Land Cruiser 250, 300 та Tacoma.
4Runner оснащують 2,4-літровими турбомоторами на 231 і 282 к.с, та 326-сильною гібридною установкою. 
Також збережено повний привід зі знижувальною передачею та блокуваннями диференціалів.

### Двигуни
Бензинові:
- 2.4 L T24A-FTS turbo I4 231 к.с. 400 Нм
- 2.4 L T24A-FTS turbo I4 282 к.с. 430 Нм

Бензиновий hybrid:
- 2.4 L T24A-FTS turbo I4 326 к.с. 630 Нм

## Продажі в США
| рік  | авто    |
| ---- | ------- |
| 1984 | 6,498   |
| 1985 | 5,495   |
| 1986 | 5,564   |
| 1987 | 3,635   |
| 1988 | 20,880  |
| 1989 | 36,927  |
| 1990 | 48,295  |
| 1991 | 44,879  |
| 1992 | 39,917  |
| 1993 | 46,652  |
| 1994 | 74,109  |
| 1995 | 75,962  |
| 1996 | 99,597  |
| 1997 | 128,496 |
| 1998 | 118,484 |
| 1999 | 124,221 |
| 2000 | 111,797 |
| 2001 | 90,250  |
| 2002 | 77,026  |
| 2003 | 109,308 |
| 2004 | 114,212 |
| 2005 | 103,830 |
| 2006 | 103,086 |
| 2007 | 87,718  |
| 2008 | 47,878  |
| 2009 | 19,675  |
| 2010 | 46,531  |
| 2011 | 44,316  |
| 2012 | 48,755  |
| 2013 | 51,625  |
| 2014 | 76,906  |
| 2015 | 97,034  |
| 2016 | 111,970 |
| 2017 | 128,296 |
| 2018 | 139,694 |
| 2019 | 131,864 |
| 2020 | 129,052 |
| 2021 | 144,696 |

## Зноски
1. ↑  Как мы тестировали Toyota 4Runner 2021 года. Automoto.ua. AutoMoto.ua (рос.). Архів оригіналу за 22 квітня 2021. Процитовано 22 квітня 2021.
2. 1 2  Toyota Sets Sales Record for Sixth Year in a Row. Theautochannel.com. Процитовано 12 грудня 2009.
3. ↑  Toyota Announces Best Sales Year in Its 46-Year History, Breaks Sales Record for Eighth Year in a Row. Theautochannel.com. Процитовано 12 грудня 2009.
4. 1 2  Toyota Sales December 2007 (Пресреліз). USA: Toyota. Архів оригіналу за 5 січня 2019. Процитовано 16 травня 2017.
5. 1 2  Toyota Sales December 2010 (PDF) (Пресреліз). USA: Toyota. Архів оригіналу (PDF) за 5 вересня 2012. Процитовано 1 січня 2013.
6. 1 2  December 2012 and Year-End Sales Chart (Пресреліз). USA: Toyota. 3 січня 2013. Архів оригіналу за 6 січня 2013. Процитовано 4 січня 2013.
7. ↑  December 2013 and Year-End Sales Chart (Пресреліз). USA: Toyota. 3 січня 2014. Архів оригіналу за 8 січня 2014. Процитовано 9 січня 2014.
8. ↑  December 2014 and Year-End Sales Chart (Пресреліз). USA: Toyota. 5 січня 2015. Архів оригіналу за 7 січня 2015. Процитовано 6 січня 2015.
9. ↑  December 2015 and Year-End Sales Chart (Пресреліз). USA: Toyota. 5 січня 2016. Архів оригіналу за 18 січня 2016. Процитовано 18 січня 2016.
10. ↑  December 2016 and Year-End Sales Chart (Пресреліз). USA: Toyota. 5 січня 2017. Процитовано 5 січня 2017.
11. ↑  December 2017 Sales Chart (Пресреліз). USA: Toyota. 3 січня 2018. Архів оригіналу за 18 липня 2018. Процитовано 10 лютого 2018.
12. ↑  Toyota Motor North America Reports December 2018, Year-End Sales (Пресреліз). USA: Toyota. 3 січня 2019. Архів оригіналу за 4 лютого 2019. Процитовано 4 січня 2019.
13. ↑  Toyota Motor North America Reports December 2019, Year-End Sales (Пресреліз). USA: Toyota. 3 січня 2020.
14. ↑  Toyota Motor North America Reports December 2020, Year-End Sales (Пресреліз). USA: Toyota. 5 січня 2021.
15. ↑  Toyota Motor North America Reports December 2021, Year-End Sales (Пресреліз). USA: Toyota. 4 січня 2022.